# Rantum
 Ikke at forveksle med Rantrum.
Rantum (dansk/tysk) eller Ranteem (nordfrisisk) er en landsby beliggende i et klitlandskab på øen Silds smalleste sted i Nordfrisland i det nordvestlige Sydslesvig. Administrativt hører landsbyen under Sild Kommune i Nordfrislands kreds i den tyske delstat Slesvig-Holsten. I den danske tid indtil 1864 hørte landsbyen under Vesterland Sogn (Landskabet Sild, Utlande og senere Tønder Amt). 
Rantum er første gang nævnt 1462. Forleddet Rant- bringes i forbindelse med havets gudinde Ran. Men langt sandsynligere er forklaringen via landsbyens beliggenhed ved gestranden. Stednavnet skal allerede været dokumenteret på et søkort fra 1142. Kortet befinder sig nu i København. Rantum blev flere gange ødelagt af sandflugt og stormfloder. Indtil 1700-tallet levede mange indbyggere af stranding.
Ratum var forhen et selvstændigt sogn med mere end 100 indbyggere. Men sandet rykkede nærmere og flere bygninger og kirker blev begravet under sandet. I 2000-tallet fik byen dog igen en kirke.
I 1840 havde Rantum 46 indbyggere, i 1850 36 indbyggere, i 1860 27 indbyggere og i 1867 30 indbyggere.
I 1938 blev Rantum Bassin oprettet, som er i dag et enestående fuglebeskyttelsesområde. I 2009 blev den tidligere kommune Rantum den del af den nyskabte ø-kommune Sild.